# 館山市立館山中学校
館山市立館山中学校（たてやましりつ たてやまちゅうがっこう）は、千葉県館山市北条にある市立中学校。

## 概要
館山市の市街地に位置する学校であり、全校生徒数は700人以上。1学年6学級である、校区はかつての第三中学校の学区の北条地区、館野地区、九重地区と第二中学校の学区の館山地区、西岬地区、豊房地区、神余地区。

## 沿革

### 年表
- 2021年（令和3年）
  - 4月1日 - 館山市立第二中学校と館山市立第三中学校を統合し開校。
  - 4月5日 - 校章取り付け作業完了。
  - 4月8日 - 開校式・着任式及び最初の始業式挙行。
  - 4月9日 - 第1回入学式挙行。
  - 11月30日 - 校歌「彩光（ひかり）」の披露式挙行[1]。（作詞：小林恭子、作曲：五十嵐一歩）。作詞作曲は公募による[1][2]。
- 2022年（令和4年）
  - 3月11日 - 第1回卒業証書授与式挙行。最初の卒業生は241名。
  - 3月29日 - 最初の終了式挙行。
  - 10月 - 旧第三中学校跡地にて新校舎建築工事開始[3]。
- 2025年（令和7年） - 新校舎・武道場供用開始[4]。

## 部活動
運動系部活動
- 陸上競技部
- 柔道部
- 剣道部
- バスケットボール部
- サッカー部
- バレーボール部
- テニス部
- 卓球部
- 野球部
- 体操部
- ソフトボール部
- ※尚水泳部は新校舎移転にともない廃部となった

文化系部活動
- 吹奏楽部
- 美術部
- 情報科学部
- 生活部

## 通学区域
- 館山市[5]
  - 館山、上真倉、下真倉、沼、富士見、宮城、笠名、大賀、南条、飯沼、山荻、古茂口、作名、畑、大戸、東長田、西長田、岡田、出野尾、神余、香、塩見、浜田、見物、早物、加賀名、波左間、坂田、洲崎、西川名、伊戸、坂足、小沼、坂井、湊、八幡、北条、新宿、長須賀、高井、北条正木、上野原、安布里、大網、山本、国分、稲、腰越、広瀬、二子、薗、安東、水玉、大井、竹原、江田、水岡、宝貝

## 進学前小学校
- 館山市立北条小学校[5]
- 館山市立館野小学校[5]
- 館山市立九重小学校[5]
- 館山市立館山小学校[5]
- 館山市立西岬小学校[5]
- 館山市立豊房小学校[5]
- 館山市立神余小学校[5]

## 交通
- 富津館山道路富浦ICから約6km
- JR東日本・内房線館山駅徒歩10分